# Блакитна зала

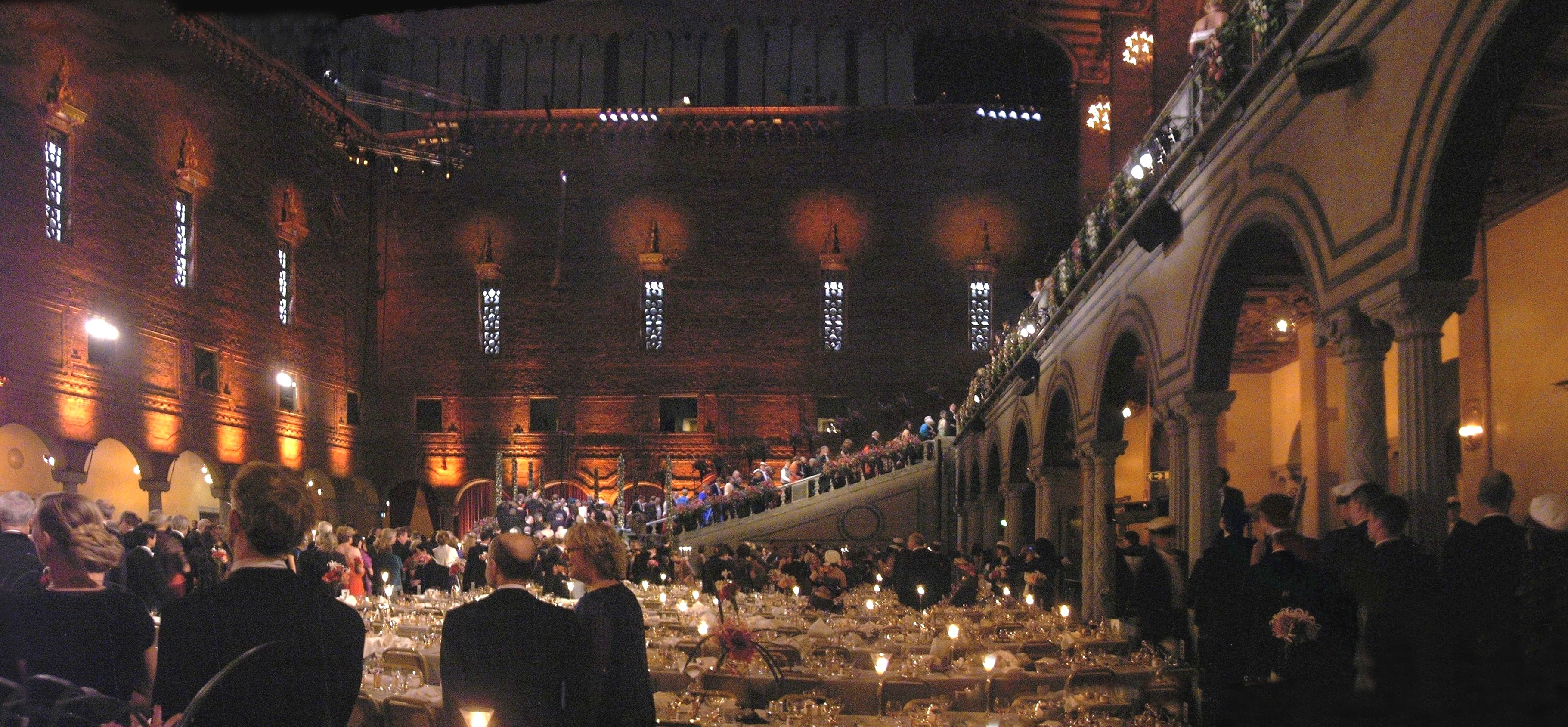
Блакитна зала під час Нобелівського бенкету 2005 року

Блакитна зала (швед. Blå hallen) — це головна зала Стокгольмської ратуші, відома як бенкетна зала на щорічному Нобелівському бенкеті. Також використовується під час державних візитів, студентських балів, ювілеїв та інших великих заходів.

## Опис
Зал 50 метрів завдовжки, 30 метррів в ширину і 22 метри у висоту. Він має площу 1 500 квадратних метрів (16 000 фут2). Залу прикрашають монументальні сходи, балкон і лоджія. Погруддя архітектора залу, Рагнара Естерберга, розташовано на даху тераси.
Стіни блакитної зали зведені з цегли, яка не поштукатурено. Залу спочатку планували поштукатурити і пофарбувати в синій колір, в кольоровій гамі, яка нагадувала б воду затоки. Але Естерберг передумав під час будівництва зали після того, як він побачив колір червоної цегли. Хоча архітектор відмовився від задумки блакитного дизайну на користь непоштукатуреної червоної цегли, назва «Блакитна зала» стала загальноприйнятою до неї звикли.

### Труби органу

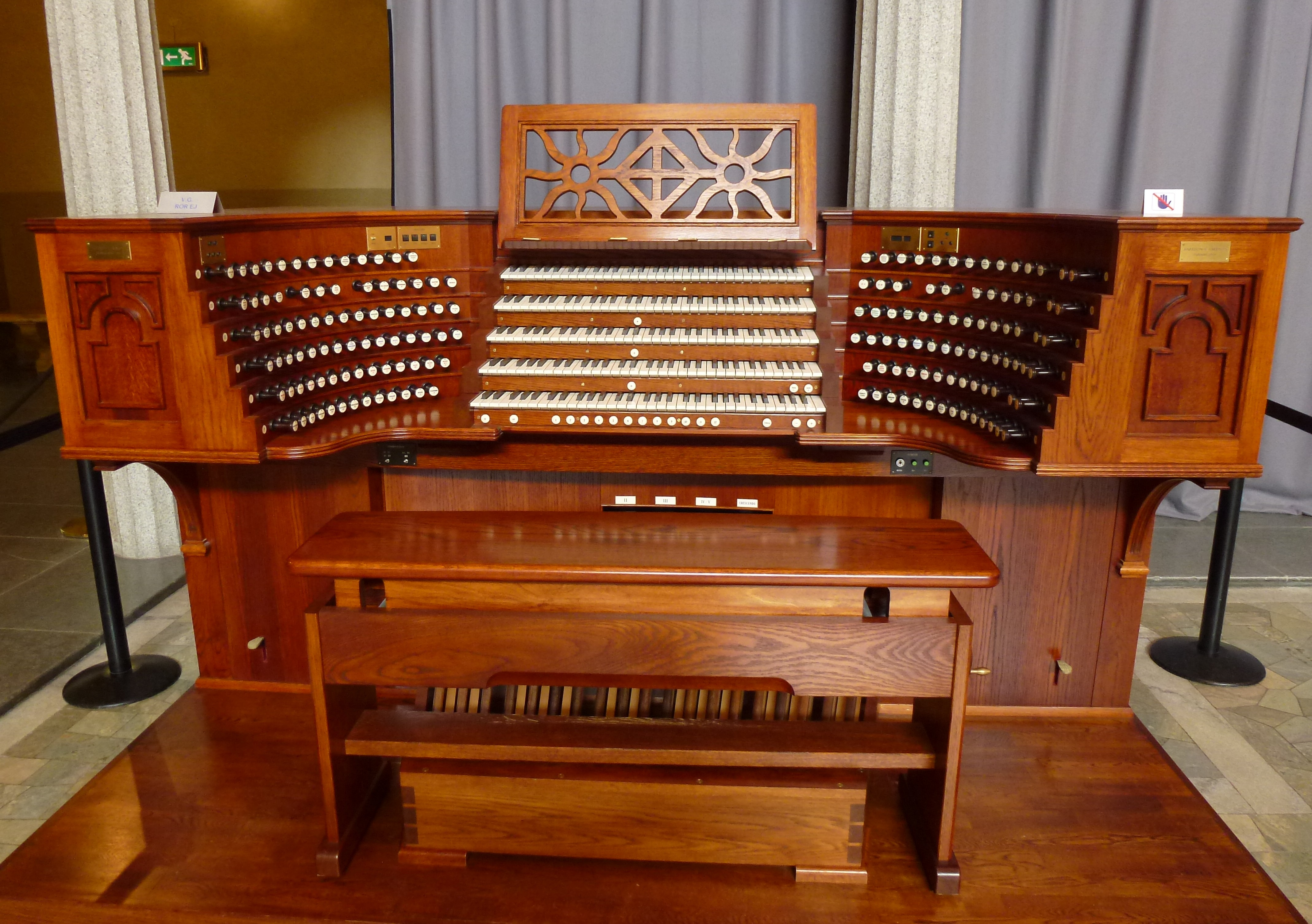
Консоль органу (2012)

У голубій залі також розташовано трубчастий орган, названий Stadshusorgeln (орган залу ратуші). Орган освячено в 1925 році. Він має близько 10000 труб. Це другий за величиною музичний інструмент у Скандинавії. Наприкінці 1960-х років орган перебудували і музичний прилад неодноразово ремонтувався в різний час після цього, але до 2007 року було вирішено, що він потребує серйозної реставрації. У період з 2007 по 2008 роки, орган повністю відремонтований фірмою Харрісон &amp; Харрісон з Англії.

## Застосування

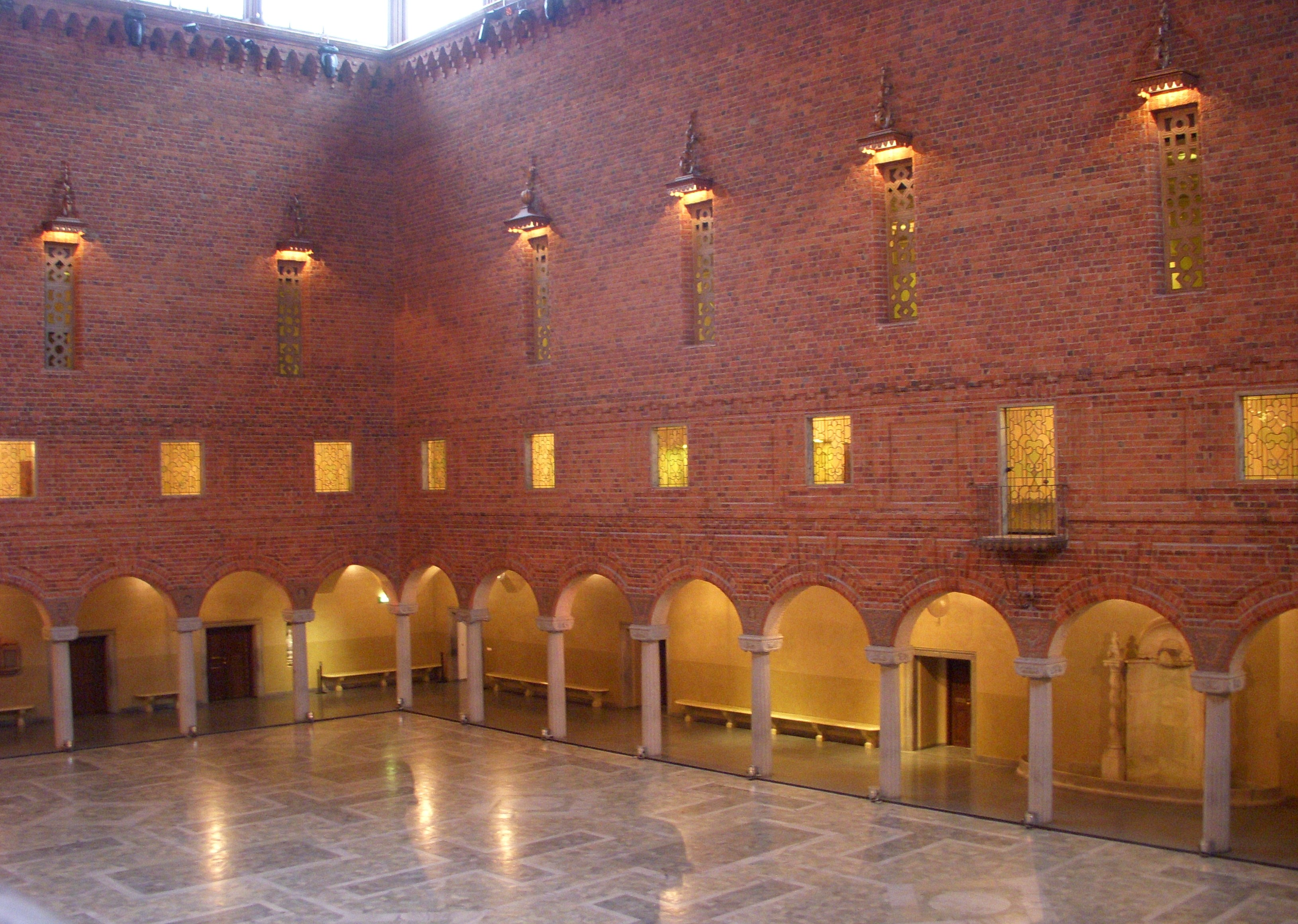
Загальний вигляд голубої зали у 2009 році

Зала є місцем щорічного Нобелівського бенкету, який проводиться щорічно 10 грудня. Виключенням став лише 2020 рік. Цей бенкет став «найбільш затребуваним соціальним заходом у Швеції», в якому беруть участь представники Шведської королівської родини, міністри уряду, парламентарії, а також понад 1200 запрошених гостей. Після бенкету, гостей збирають у Золотій залі, в тому ж комплексі, для танців. Самі Нобелівські премії вручають не в Блакитній залі, а в Стокгольмській концертній залі на площі Геторгет.
Вшанування лауреатів Нобелівської премії у Голубій залі відбувається щороку в день Еріка IX Святого. Крім того, зала використовується також під час державних візитів, студентських балів, ювілеїв та інших великих заходів.